# Intragna (Piemont)
Intragna település Olaszországban, Piemont régióban. Lakosainak száma 98 fő (2023. január 1.). Intragna Caprezzo, Premeno, Aurano, Miazzina és Vignone községekkel határos.

## Népesség
A település népességének változása:
| Lakosok száma | 106  | 108  | 98   |
|               | 2017 | 2018 | 2023 |